# Reine Strategie
Die reine Strategie ist in der Spieltheorie eine Strategie, bei der der Spieler seine Strategie eindeutig determiniert hat.

## Einordnung
Die reine Strategie wird häufig als Gegenstück zur gemischten Strategie gesehen, obwohl diese im Spiel nur einen Spezialfall der gemischten Strategie darstellt.
Der Spieler legt sich dabei auf eine Strategie fest und wendet diese wiederholt an. Gemischte Strategien entstehen durch die Kombination (Randomisierung) von reinen Strategien und deren zufällige, nicht festgelegte Anwendung.

## Beispiel
Münzspiel („Kopf“ oder „Zahl“)
Spieler 1 und Spieler 2 legen jeweils eine Münze. Spieler 1 gewinnt, wenn die gelegten Münzen beide „Kopf“ oder beide „Zahl“ aufzeigen. Spieler 2 gewinnt wenn die Münzseiten unterschiedlich sind.
Für einen Spieler der z. B. eine reine Strategie verfolgt (legt sich z. B. auf „Kopf“ fest) und alle anderen ausschließt („Zahl“), wählt für diese Strategie die Wahrscheinlichkeit von 1 und für die andere die Wahrscheinlichkeit von Null.
Nimmt dagegen ein Spieler beide Strategien wahr und entscheidet sich zufällig zwischen den reinen Strategien (also „Kopf“ oder „Zahl“), so beschreibt sich seine Strategie mit (0,5; 0,5). Der Spieler verfolgt damit eine gemischte Strategie.
Im Spielverlauf hat das folgende Konsequenzen:
Bei einfachen Spielen ohne Wiederholung ist das Verfolgen einer reinen Strategie problemlos durchführbar. Spieler 1 gewinnt, wenn Spieler 2 ebenfalls „Kopf“ legt oder verliert wenn Spieler 2 „Zahl“ legt. Werden die Spiele aber wiederholt, erweist sich das Verfolgen einer reinen Strategie als nachteilig für den Spieler 1, da sich der gegnerische Spieler an die Strategie des Spieler 1 anpassen wird um Erfolg zu haben (Spieler 2 würde demnach stets „Zahl“ legen).
Das Verfolgen von einer der beiden reinen Strategien „Kopf“ oder „Zahl“ wäre nicht sinnvoll.
Ein Mischen der reinen Strategien ist demnach zweckmäßig. Durch die Kombination der reinen Strategien durch Spieler 1 wird Spieler 2 gezwungen sich anzupassen. Ein Gleichgewicht der Strategien stellt sich zwangsläufig bei einem zufälligen legen von „Kopf“ und „Zahl“ unter einer gleichhäufigen Anwendung der Münzseiten ein, was im Min-Max-Theorem beschrieben wird.

## Anwendung
Reine Strategien haben bei Glücksspielen (Kopf oder Zahl, Schere-Stein-Papier) wenig Erfolg. Diese sind leicht zu durchschauen und der gegnerische Spieler kann sich entsprechend anpassen wenn das Spiel weitergespielt, also wiederholt wird.
Erfolgreicher ist das Nutzen von gemischten Strategien, indem eine zufällige Wahl getroffen wird.
Anwendung finden reine Strategien daher eher in der Wirtschaft beispielsweise bei der Entscheidungsfindung ob ein Produkt hergestellt werden soll oder nicht, oder ob der Werbeetat erhöht oder gesenkt werden soll.

## Belege
1. ↑  Manfred J. Holler, Gerhard Illing: Einführung in die Spieltheorie, S. 11, Springer Verlag, Heidelberg, 2006, ISBN 3-540-27880-X.
2. ↑  Manfred J. Holler, Gerhard Illing: Einführung in die Spieltheorie, S. 34, Springer Verlag, Heidelberg, 2006, ISBN 3-540-27880-X.
3. ↑  Manfred J. Holler, Gerhard Illing: Einführung in die Spieltheorie, S. 35, Springer Verlag, Heidelberg, 2006, ISBN 3-540-27880-X.
4. ↑  Robert S. Pindyck/Daniel L. Rubinfeld: Mikroökonomie, S. 662, Pearson Studium, München, 2003, ISBN 3-8273-7025-6.